# نگهبان روز (فیلم ۲۰۰۶)
نگهبان روز (به انگلیسی: Day Watch) یک فیلم فانتزی روسی به نویسندگی و کارگردانی تیمور بکمامبتوف محصول ۲۰۰۶ که دنباله فیلم نگهبان شب (۲۰۰۴) است. این فیلم در ۱ ژانویه ۲۰۰۶ در سراسر روسیه، در ۱ ژوئن ۲۰۰۷ در ایالات متحده و در ۵ اکتبر ۲۰۰۷ در بریتانیا اکران شد. این فیلم بر اساس قسمت دوم و سوم رمان سرگئی لوکیاننکو نگهبان شب ساخته شده است.

## بازخوردها
در متاکریتیک، که از میانگین وزنی استفاده می‌کند، بر اساس رای ۱۲ منتقد، امتیاز ۵۹ از ۱۰۰ را به فیلم اختصاص داد که نشان دهنده نقدهای «مختلط یا متوسط» است.